# Sécurité des deux-roues motorisés

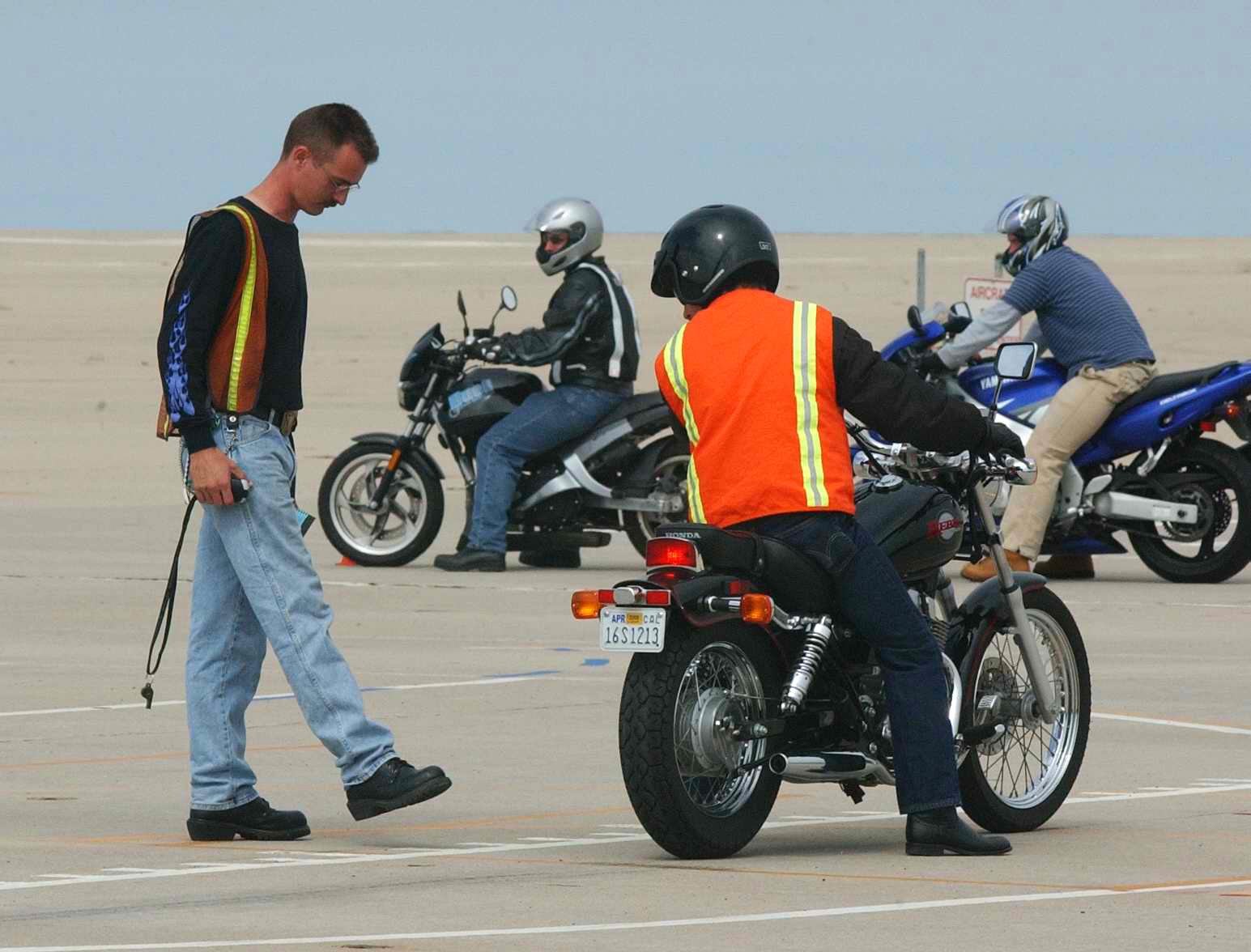
Formation motocycliste de l'US Navy à Imperial Beach

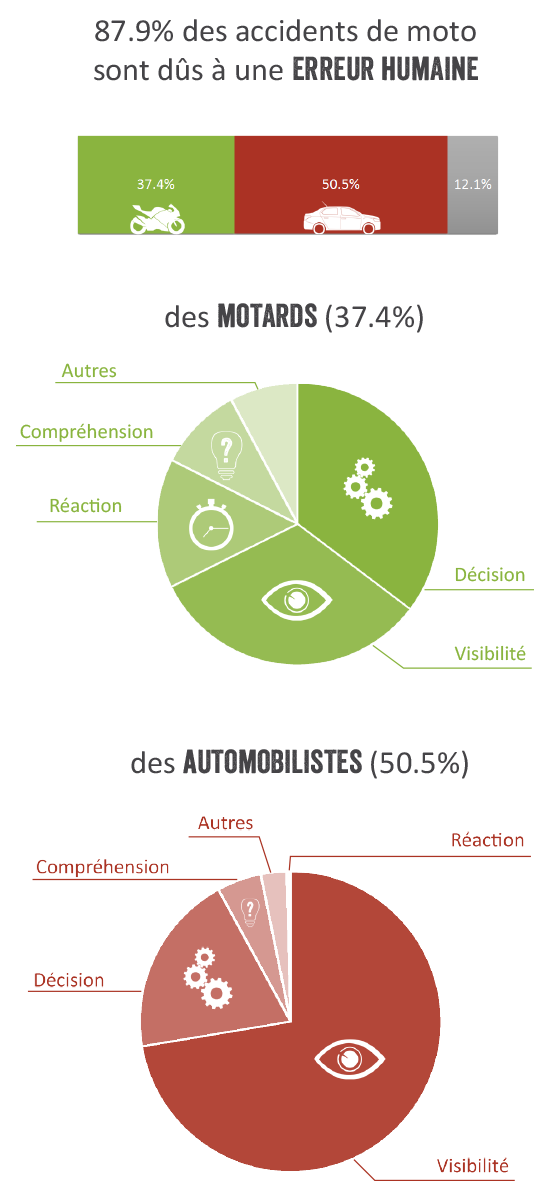
Graphiques représentant les sources d'accidents en deux-roues motorisés selon l'étude MAIDS,, Europe, 2000-2009

La sécurité des deux-roues motorisés est l’étude des risques et des dangers concernant leurs utilisateurs (motards, scootéristes et cyclomotoristes), et en particulier les accidents de la circulation, et des approches pour atténuer ce risque, en mettant l’accent sur la conception du deux-roues (élément de sécurité sur une moto), la conception des routes et les règles de circulation, la formation des motards et les attitudes culturelles des motocyclistes et des autres usagers de la route. Pour les deux-roues non motorisés y compris les vélos à assistance électrique, on parle d'accident de vélo et de sécurité à vélo.

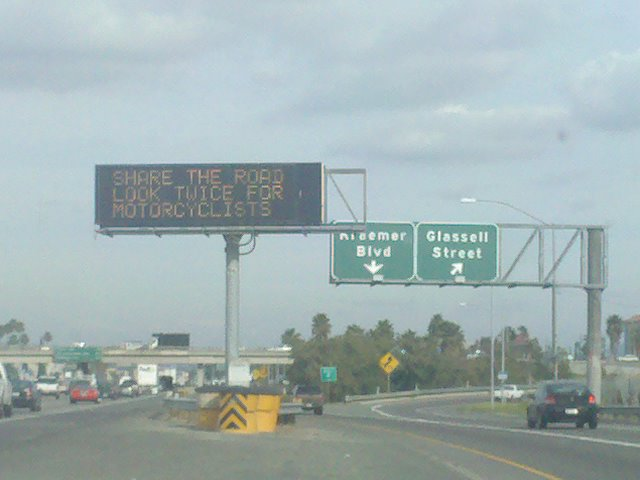
Un panneau de prévention sur la California State route 91 à Anaheim, avertissant les conducteurs d’être à l’affût des motards qui peuvent être dans leurs angles morts

La conduite des deux-roues motorisés est marquée par un risque de mortalité supérieur à l'usage d'autres véhicules. Ce risque supérieur est lié aux caractéristiques d'une moto (par conception) et aux comportements de leurs conducteurs, ainsi que par une trop faible considération accordée aux particularités de ce mode de déplacement. Sa réduction passe par des actions de formation[De qui ?], un respect  des règles (du code de la route ou bien de prudence), la conception, la qualité et la maintenance des réseaux routiers ainsi qu'une meilleure prise en compte des interactions entre les différentes catégories d'usagers de la route.

## Enjeu
En Europe, les définitions légales permettent aux deux-roues motorisés d'avoir deux ou trois roues[réf. non conforme],.
En 2018, l'Union européenne compte 25 millions de motos. La vulnérabilité des motards est énorme : 3500 motards sont tués sur les routes européennes en 2019.
En 2022, dans l'Union européenne, 3338 personnes sont tuées en moto, contre 546 en scooter. Plus de 9 sur 10 sont des hommes. La proportion d'hommes et de femmes varie selon le type de 2RM (moto ou scooter) et le pays: Pour les scooters de 76% en Belgique à 100% en Roumanie; pour les motos de 81% en Finlande à 100% au Danemark, en Irlande, en Lituanie, en Slovénie, en Slovaquie et en Suède.
À l'échelle mondiale, environ 30 % des tués sur la route impliquent des véhicules deux roues motorisés (2RM) y compris électriques.
Dans la région d'Asie du Sud-Est de l'OMS, les 2RM représentent 43 % des tués, mais ce taux est de 73 % et 74 % en Thailande et au Cambodge en 2016. Les jeunes adultes de 15 à 34 ans comptent pour 60 % des tués dans les pays à faible et moyen revenus.
Des facteurs de risques de blessure sont connus : non-port du casque, vitesse, alcool, conditions de trafic mixte, manque de protection du véhicule dans l'accident, et manque d'infrastructure sécuritaire pour les 2RM.

## Statistiques d'accidents
| Le graphique qui aurait dû être présenté ici ne peut pas être affiché car il utilise l'ancienne extension Graph, désactivée pour des questions de sécurité. Des indications pour créer un nouveau graphique avec la nouvelle extension Chart sont disponibles ici . |
| - Source : NHTSA |

### Accidents en France
En France, les statistiques différencient généralement cyclomoteurs (cylindrée de moins de 50 cm3) et motos, la première catégorie ne représentant désormais qu'une très faible part des véhicules. Concernant les motos, l'Observatoire national interministériel de la sécurité routière (ONISR) indique à l'occasion de son bilan de l'année 2011, que la mortalité pour ces véhicules est en régression lente depuis les années 1980. Ramenée à une base de dix mille motos, la mortalité a été divisée par 2,9 entre 1970 et 2010 alors qu'en absolu elle a été multipliée par 2,3.
Dans les années 2010, la mortalité pour les motos a baissé plus faiblement que pour les autres véhicules ; elle augmente même depuis quelques années. L'ensemble des deux-roues motorisés représentent ainsi 23 % des décès en 2017. Ramené à une distance parcourue d'un kilomètre, le risque d'être tué pour un conducteur de cyclomoteur est 18 fois plus élevé que pour un automobiliste, ce chiffre grimpant à 22 fois pour un conducteur de moto.
En 2022, les usagers de véhicules à deux roues motorisés représentent 22 % des tués sur la route, avec 594 motocyclistes et 124 cyclomotoristes décédés en 2022.
Le nombre de blessés graves classés M.AIS3+ est estimé à 5 300 soit 34 % des M.AIS3+ tous usagers convaincus, sur l'échelle des Abbreviate Injury Scale (AIS). Les usagers des deux roues motorisés représentent 39 % des usagers qui ont encore des séquelles une année après l’accident.
En 2024, les usagers de véhicules à deux roues motorisés représentent 5063 blessés MAIS3+ estimés, contre 4849 pour les véhicule de tourisme.
Dans les Alpes de Haute Provence et Hautes Alpes, une partie des accidents survient en groupes de 2RM expérimentées. Diverses pistes existent: les comportements (vitesse réduite sur courbes restreinte et par faible visibilité, freinage délicat sur l'angle, trajectoire extérieure, en quinconce, stages trajectoires, planification d'itinéraires), les infrastructures (courbes, visibilité restreintes, cailloux et pierres, balisage des virages difficiles, marquage axial) ainsi que la communication.

Outre-mer, en 2024, 83 personnes sont tuées en 2RM, contre 94 en véhicule de tourisme et 46 en marche[réf. non conforme].

### Accidents en Belgique
En Wallonie, les accidents de moto sont deux fois plus mortels qu'en Flandres.

### Accidents au Royaume-Uni
Au Royaume-Uni, la majorité du trafic et des accidents en deux-roues motorisés se produit en zone urbaine, mais les deux-tiers des tués le sont en zone rurale.

### Accidents au Mexique
Au Mexique, 23% des tués sur la route sont des motocyclistes. Les motocyclistes constituent également 23% des 1,4 million de personnes qui ont subi un accident de la route non mortel dans le pays.

### Accidents dans l'Union européenne
Dans l'Union européenne, la mortalité des deux-roues motorisés a diminué entre 2005 et 2014.
Les États membres qui comptent le plus de tués en moto, en 2023, sont par ordre décroissant l'Italie, la France, l'Allemagne, l'Espagne, et la Pologne alors que quatre de ces cinq pays représentent les plus grands marchés de motorcycle de l'Union européenne.
Dans l'Union européenne, trois accidents sur dix n'impliquent aucun tiers (accident en solo).
Le graphique qui aurait dû être présenté ici ne peut pas être affiché car il utilise l'ancienne extension Graph, désactivée pour des questions de sécurité. Des indications pour créer un nouveau graphique avec la nouvelle extension Chart sont disponibles ici.

Le graphique qui aurait dû être présenté ici ne peut pas être affiché car il utilise l'ancienne extension Graph, désactivée pour des questions de sécurité. Des indications pour créer un nouveau graphique avec la nouvelle extension Chart sont disponibles ici.

Le graphique qui aurait dû être présenté ici ne peut pas être affiché car il utilise l'ancienne extension Graph, désactivée pour des questions de sécurité. Des indications pour créer un nouveau graphique avec la nouvelle extension Chart sont disponibles ici.

## Statistiques des lésions
Les lésions peuvent être classées en deux groupes :
- les lésions cérébrales : traumatisme crânien ;
- les lésions médullaires : paralysie partielle du corps.

Le décès peut être provoqué par une lésion du crâne, du thorax, de l’abdomen ou éventuellement de la colonne vertébrale. Il peut aussi être provoqué par plusieurs lésions simultanées (polytraumatisme).
En cas de survie, deux tiers des accidentés sont blessés aux membres inférieurs, la moitié aux membres supérieurs.
D'autres parties du corps peuvent également être touchées: crâne et face (18,5%), surface cutanée (10%), thorax (9%), colonne vertébrale (7%), abdomen (5,5%) et cou (4%).

## Vulnérabilité
La vulnérabilité des conducteurs de deux-roues s'explique en partie: les occupants n’ont pas de carrosserie pour les protéger; les lésions qui résultent de l'absence de carrosserie provoquent des traumatismes (fractures, contusions) mais aussi des dermabrasions, des brûlures et des risques d'infection (septicémie) en cas de contact de la peau avec la route. Les occupants peuvent utiliser une combinaison, pour limiter les risques de brûlures.
Le Centre européen d'études de sécurité et d'analyse des risques (CEESAR) a mené ses recherches dans les domaines de la biométrie et de la physiologie de la conduite, le système routier en général et ses infrastructures et a élaboré des scénarios types d'accidents. Ce centre émet des propositions d'améliorations des équipements de protection mais aussi des normes liées, y compris celles servant à l'homologation des casques ; certains tests en effet mériteraient des modifications pour pleinement juger de leur  efficacité. Il propose également des mesures de formation des conducteurs de deux-roues motorisés, mais aussi un renforcement des sanctions à leur encontre.
Des infrastructures inadaptées et les conducteurs adoptant une conduite en moyenne plus risquée que les autres usagers de la route expliquent — en partie — le danger de ce mode de déplacement.
Pour ces raisons, les autorités considèrent les motards comme des usagers vulnérables (vulnerable road user en anglais).

## Principales causes d'accident
Les causes d'accident sont nombreuses et présentées ici dans un ordre qui ne présume pas de leur importance relative. Certaines sont communes à toutes les catégories de véhicules, tandis que d'autres sont spécifiques aux deux-roues motorisés. Différentes études ont été menées pour identifier les particularités des accidents des 2RM, parmi lesquelles MAIDS (acronyme de Motorcycle Accident In-Depth Study ou « Étude approfondie sur les accidents en motocycle » en français), dont la dernière version est publiée en 2009, et qui est la plus importante pour l'Europe.
L'Association des constructeurs européens de motocycles (ACEM) en est à l'origine. Ses objectifs sont d'identifier, dans cinq zones témoins prédéfinies, les causes et les conséquences des accidents des deux-roues motorisés. 921 accidents sont très finement analysés (reconstitution des accidents, interrogation des témoins, inspection des véhicules, accès à certaines données médicales des conducteurs, etc.) permettant d'identifier près de deux mille variables. Si la méthodologie de cette étude permet d'identifier très finement les causes et conséquences de ces accidents, elle n'a pas vocation à mesurer l'importance relative de ces éléments pour le continent européen, les accidents retenus ne formant pas un échantillon représentatif.
Par exemple, en 2017 et pour la France, 32 % des cyclomotoristes et 39 % des motocyclistes se tuent dans des accidents n'impliquant aucun autre véhicule, alors que MAIDS ne retient que 15 % d'accidents « solo », soit un pourcentage encore plus faible d'accidents mortels. Les études nationales françaises s'appuient sur les fichiers BAAC (Bulletin d'analyse des accidents corporels) qui recensent tous les accidents corporels connus des forces de l'ordre, et sont donc statistiquement beaucoup plus précises, même si ces fichiers sont critiqués par diverses associations dont la Fédération française des motards en colère (FFMC), car ils ne permettent pas une analyse très précise des circonstances d'un accident de 2RM en raison de leur structure[réf. souhaitée].

### Causes d'accident en Belgique
En Belgique, en 2009 et 2010 les accidents sans tiers (accident en solo) sont causés par une erreur d’exécution de la part du motard: perte de contrôle ou dérapage en freinant. La moitié de ces accidents se produisent dans un virage,.
Les accidents avec un autre véhicule peuvent être dus à la non perception du motard par l'autre véhicule et aussi par la non compréhension du mouvement de l'autre véhicule par le motard,.
En 2009 et 2010, les principales causes d'accidents en Belgique sont les suivantes,:
- Moto en perte de contrôle (32%)
- Autre usager ne détecte pas la moto (30%)
- Moto insuffisamment visible lors d’un dépassement (13%)
- Moto circule sur la mauvaise voie (6%)
- Autre usager circule sur la voie de la moto (7%)

Le cas où l'autre usager ne détecte pas la moto s'explique comme suit:

« Un usager veut s’insérer dans le trafic (32) ou tourner (28), ne remarque pas le motocycliste et lui coupe la route. Le motocycliste circule soit sur la route sur laquelle l’autre usager veut s’insérer (32) soit sur la même route que l’autre usager mais en sens inverse. L’autre usager ne voit pas le motocycliste (84%) ou n’évalue pas correctement le temps qu’il lui reste (13%) et entame sa manœuvre. Le motocycliste voit généralement l’autre usager (59%) mais ne s’attend pas à ce que ce dernier entame une manœuvre. Au moment où l’autre usager coupe la route du motocycliste, ce dernier n’a plus le temps de freiner pour éviter l’autre véhicule. Le manque d’attention de l’autre usager est ici la principale cause de l’accident (45%), avec la vitesse du motocycliste comme facteur aggravant (46%). »

— Analyse approfondie des accidents graves et mortels impliquant des motocyclistes. Bruxelles, Belgique : Institut Belge pour la Sécurité Routière – Centre de Connaissance Sécurité Routière

« Deux types d’accidents sont réunis dans ce profil : (1) un usager tournant à gauche ne remarque pas le motocycliste venant à sa rencontre et (2) l’usager qui s’engage dans le flux de trafic en virant à gauche ne voit pas le motocycliste venant de sa gauche. Alors que les causes de ces deux types d’accidents sont fort similaires, les facteurs secondaires diffèrent. Pour les usagers tournant à gauche, il s’agissait des conditions de luminosité (35% des accidents ont eu lieu dans le noir ou au crépuscule) tandis que pour les accidents dans lesquels un usager s’est inséré dans la circulation, il s’agissait de l’infrastructure qui invitait parfois à rouler vite (16%) et/ou compliquait l’insertion en sécurité (16%). »

— Analyse approfondie des accidents graves et mortels impliquant des motocyclistes. Bruxelles, Belgique : Institut Belge pour la Sécurité Routière – Centre de Connaissance Sécurité Routière

### Danemark
Au Danemark, 17 % des collisions mortelles ou incapacitantes en scooter impliquent des véhicules traffiqués.

### Pays-Bas
Pour 8 à 14 % des scooters « lents », la pauvre qualité des pneumatiques et des freins est un facteur d'accident.

### Causes d'accident en France
En France, 4 % de la mortalité routière concerne les cyclomotoristes (<50 cm3) et 19 % les motocyclistes (>50 cm3).

#### Cause d'accident des cyclomotoristes (<50 cm3) en France

##### Nuit
61 % des cyclomotoristes sont tués de nuit.

##### Alcoolémie
37 % des conducteurs de cyclomoteurs impliqués dans un accident mortel ont un taux d’alcoolémie supérieur à 0,5 g/l.

#### Cause d'accident des motocyclistes (>50cm3) en France
En France, les deux roues motorisés sont plus sensibles aux courbes et intersections que les autres véhicules motorisés.
En agglomération, dans les accidents mortels, la part de conducteurs de motocyclette alcoolisés est de 32 %.

##### Courbes
Quand l’information relative au tracé est connue, les motocyclistes décèdent plus souvent en courbe que les autres usagers (40 % des cas contre 30 %). C’est encore plus marqué sur les routes hors agglomération (48 % des décès ont lieu en courbe)»

##### Intersections
D'après l'ONISR, « Hors agglomération, les motocyclistes tués le sont dans 21 % des accidents en intersection, contre 12 % pour les autres usagers ».

### Vitesse
La vitesse est fréquemment présentée[Par qui ?] comme une cause importante de mortalité pour les usagers de deux-roues motorisés, voire la première. Toutefois, ce sujet est sensible parmi les usagers de ce mode de transport. En particulier, cette compréhension du risque est critiquée par la Fédération française des motards en colère qui considère que la vitesse aggrave l'accident, sans en être une cause classique.
Certaines autorité de sécurité routière considèrent que lorsque le motard est seul sur la route, une perte de contrôle dans un virage se produit souvent à cause d’une vitesse excessive.
Dans l'UE (Allemagne, Italie, Pays-Bas, Finlande, Suède  et Royaume-Uni), une enquête menée entre 2005 et 2008 révèle que la première cause d'accident (événement critique) pour les 2RM est une action prématurée des autres conducteurs — premature action — dans une proportion de 37 %, par exemple un conducteur d'automobile qui s'engage trop tôt dans une intersection et coupe la route du motard. L'excès de vitesse du motard, que ce soit par rapport à la VMA, aux conditions de circulation ou aux attentes des autres usagers n'intervient qu'à hauteur de 23%.
En Australie, 39 % de la mortalité des motards est due à la vitesse.

### Infrastructures routières

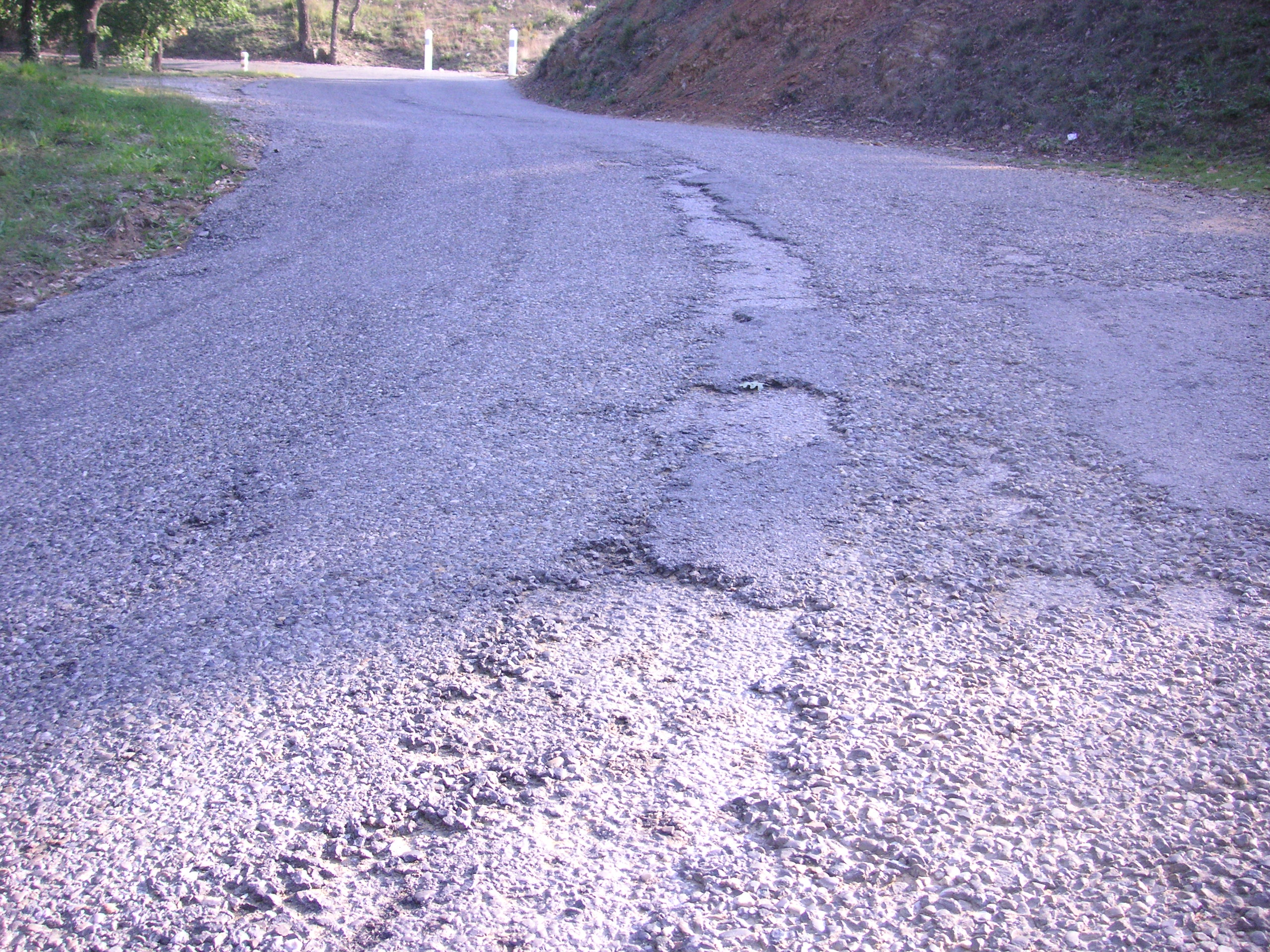
Exemple de chaussée dégradée.

Les infrastructures routières sont souvent dotées de caractéristiques qui ne pardonnent pas.
Conçues avant tout pour les voitures, les infrastructures routières tiennent rarement compte des caractéristiques physiques des deux-roues motorisés, pour lesquels elles peuvent être dangereuses. La dispersion des responsabilités entre les gestionnaires du réseau routier (État, collectivités territoriales) et la faiblesse des normes en matière de mobilier urbain constituent les principales causes de ces dysfonctionnements. Ce problème a été mis en évidence par diverses études, par exemple le rapport Guyot qui estime que 230 vies auraient pu être épargnées en France en 2005 par la suppression des obstacles fixes dangereux, 1 237 conducteurs de deux-roues motorisés ayant été tués cette année-là. Ce rapport met également en évidence le peu d'intérêt des pouvoirs publics pour la mortalité des deux-roues à cette époque.

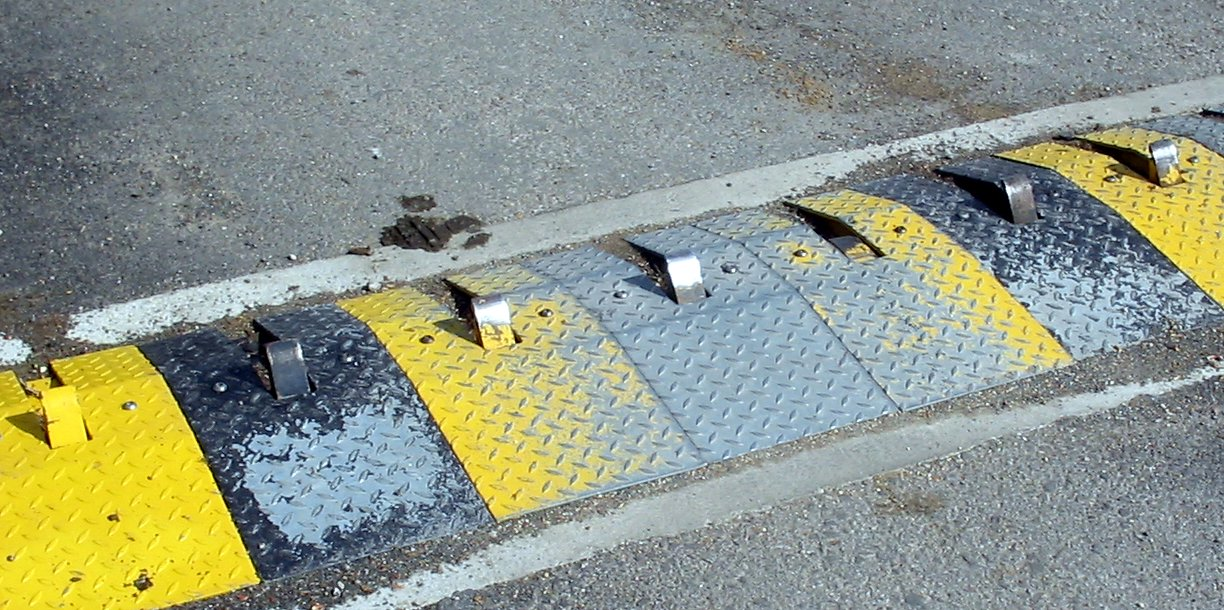
Exemple de ralentisseur non conforme.

Les infrastructures dangereuses se classent en deux catégories :
- celles susceptibles de provoquer la perte d'adhérence indispensable à l'équilibre du deux-roues : peinture au sol glissante (passages piétons), bouche d'égout, accumulation de gazole/gravier, nid de poule, ralentisseurs variés (exemple : coussin berlinois) lorsqu'ils ne respectent pas les normes les définissant ;
- celles susceptibles de provoquer des blessures ou de les aggraver en cas de choc : absence de lisse inférieure sur les barrières latérales à effet guillotine, structure agressive du mobilier urbain (bac à fleur, bollard en acier, etc.).

### Visibilité des deux-roues motorisés
Selon l'étude MAIDS, lorsqu'un accident est imputable au conducteur d'un autre véhicule, dans  plus de 70 % des cas, ce conducteur n'a pas  détecté la présence du deux-roues motorisé. Les conducteurs d'automobile disposant du permis moto en auraient une meilleure perception.

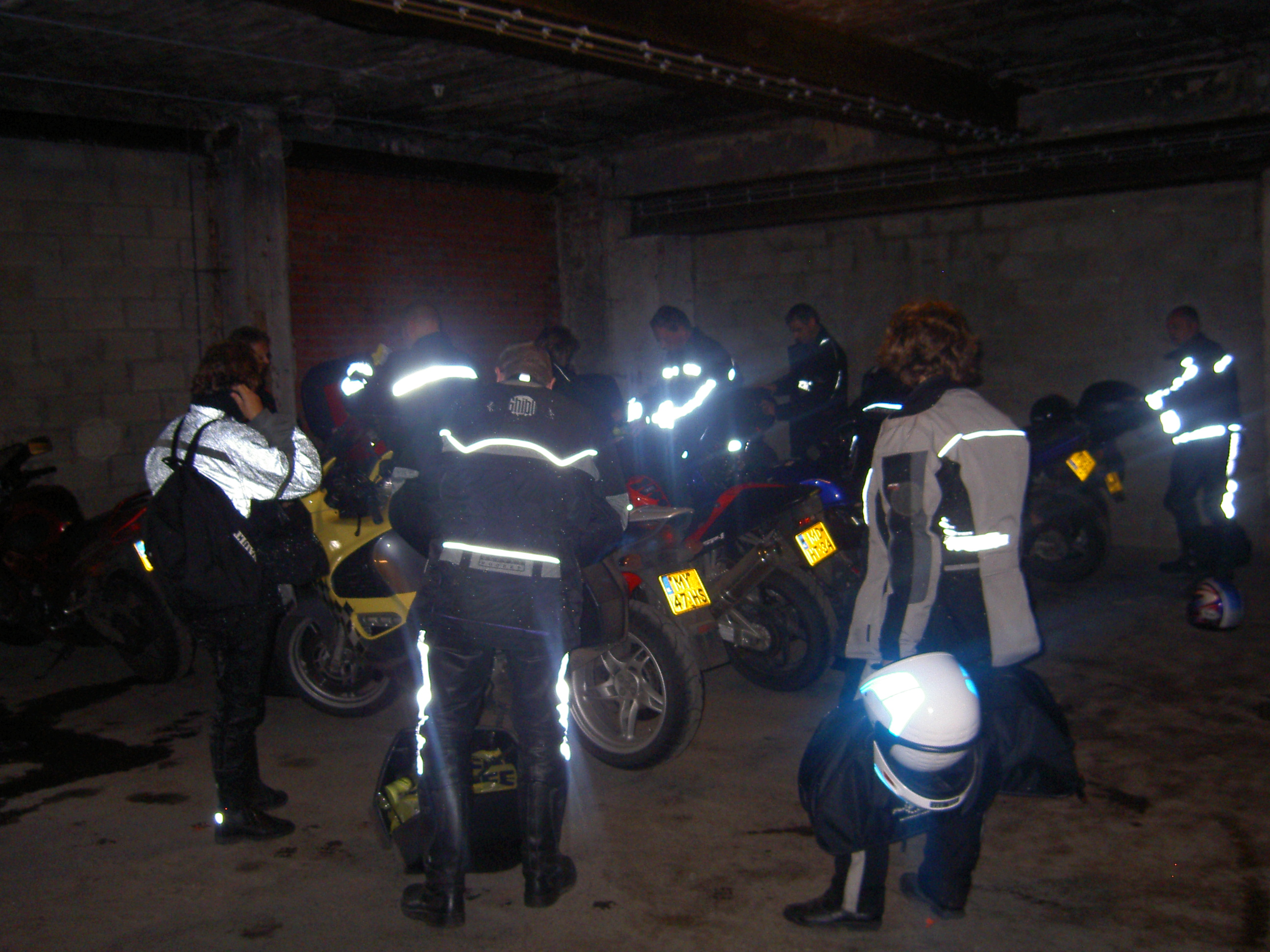
Être vu des autres de jour comme de nuit est primordial.

#### Visibilité aux États-Unis
Aux États-Unis, la première étude importante, le Hurt Report (en), menée dans la région de Los Angeles où plus de 900 accidents sont étudiés, est publiée en 1981. Les trois quarts de ces accidents impliquent un automobiliste (le dernier quart étant un accident sans autre usager impliqué, dont les deux tiers sont imputables à une erreur de conduite du motocycliste). Dans le cas des accidents impliquant un automobiliste, deux fois sur trois la cause de l'accident est un refus de priorité de la part de celui-ci, lequel n'a pas vu, ou alors trop tard, le deux-roues motorisé. II s'agit là aussi d'une étude ayant lieu en milieu urbain, la vitesse médiane lors des accidents étant estimée à (35 km/h).
Fin 2009, la Federal Highway Administration (Administration fédérale des autoroutes), conjointement avec l'université d'État de l'Oklahoma, lance un grand programme d'étude sur le sujet. En effet, de 1997 à 2009, le nombre de décès de conducteurs d'un deux-roues motorisé a doublé aux États-Unis, alors qu'il a baissé de 27 % pour les autres véhicules. Les résultats de cette étude doivent être rendus publics en 2018.

#### Visibilité en Océanie
Une étude est publiée en 2004, portant sur des accidents survenus dans la zone urbaine d'Auckland en Nouvelle-Zélande entre 1993 et 1996. S'intéressant à la question de la visibilité des motos, elle interroge 463 motards accidentés et 1 233 autres motards formant une population témoin. Il en ressort que le port d'un gilet fluorescent peut réduire le risque de 37 %, le port d'un casque de couleur blanche de 24 % et l'allumage des phares de 27 %.

#### Visibilité en Europe
Les collisions entre une moto et une voiture de tourisme surviennent généralement lorsque le deux-roues n'a pas été bien perçu. Le conducteur de l'autre véhicule peut sous-estimer la distance et la vitesse de la moto. Les motards dépassent dans des situations où les autres véhicules ne pourraient pas le faire, de ce fait, les autres usagers de la route ne s'attendent pas à chercher du regard une moto à des endroits où l'on ne s'attend pas à voir un véhicule surgir. De plus, en étant moins visibles, les motos contribuent elles-mêmes à ne pas être vues[pas clair]. Les motards peuvent également contribuer à ce risque par leur absence de compréhension de cette situation, d'après la Commission européenne.
Une étude française publiée en 2016 suggère qu'une partie de ce problème de visibilité des deux-roues motorisés s'expliquerait par la pratique des remontées de files.

### Comportement spécifique de leurs conducteurs
Parmi les facteurs de risque décelés par l'étude MAIDS, on note un grand nombre d'erreurs dans les décisions prises par les conducteurs de 2RM confrontés à un accident imminent : par exemple, ils optent pour une mauvaise stratégie au moment d'éviter une collision imminente, ce qui peut mettre en cause leur formation initiale.
L'Observatoire national interministériel de la sécurité routière de France (ONISR), pointe plus généralement l'absence d'anticipation des motocyclistes, leur trop grande confiance dans leurs capacités et leur tendance à sous-estimer  leur vulnérabilité.
Une autre étude, datée de 2008, met en avant des facteurs cognitifs liés à l'interaction avec les automobilistes. Ceux-ci sont peu habitués aux rencontres avec des deux-roues motorisés et ne s'attendent pas à les voir surgir dans leur environnement proche. Cette étude confirme des erreurs d'interprétation des motocyclistes dans une telle situation : ils acceptent et justifient pour eux-mêmes des comportements « atypiques ou spécifiques » et en dehors de ce que l’on peut attendre selon les règles du code de la route, sans avoir conscience que d'autres usagers peuvent ne pas s'attendre à de tels comportements.
Ils auraient plus généralement tendance à prendre davantage de risques que les autres conducteurs, ce qui se traduit par exemple par un moindre respect des limites de vitesse.

### Causes communes à d'autres catégories de véhicules
Dans le cadre de l'étude MAIDS, l'excès de vitesse ne contribue à l'accident que dans quelques cas isolés , la vitesse de déplacement au moment de l'impact est « inférieure à 50 km/h dans 70 % des cas » ce qui s'explique par la surreprésentation des accidents en milieu urbain dans cette étude (72 % des cas). En effet, la différence de vitesse entre les 2RM et les autres véhicules est fréquemment mise en avant comme cause d'accident. Cette cause est beaucoup plus souvent recensée chez les auteurs présumés d’accidents mortels motards que chez les conducteurs de véhicules de tourisme. Une vitesse inadaptée ou excessive expliquerait, en France, le fort pourcentage de motards tués dans un accident n'impliquant aucun autre véhicule.
L'alcool intervient dans une proportion proche de celle constatée pour les conducteurs d'autres véhicules.

## Prise en compte législative
Le code de la route français dispose que les motos doivent rouler feux de croisement allumés de jour comme de nuit, afin de les distinguer du trafic automobile.
Dans la plupart des pays, seul le casque équipé d'autocollants réfléchissants revêt un caractère obligatoire mais la plupart des motards, conscients des risques encourus en cas de chute, font l'acquisition de vêtements adéquats (Voir Vêtement pour motard).
En France, depuis 1er janvier 1985, la puissance des motos était limitée à 73,6 kW (100 ch). Une tolérance de 6 % était cependant appliquée, portant la puissance maximale à 78 kW (106 ch).
Depuis le 1er janvier 2016, la puissance n'est plus limitée. Tous les véhicules produits avant cette date équipés de l'ABS peuvent être débridés et conduits, sans limitation de puissance à condition de posséder le permis A.

## Prévention des risques

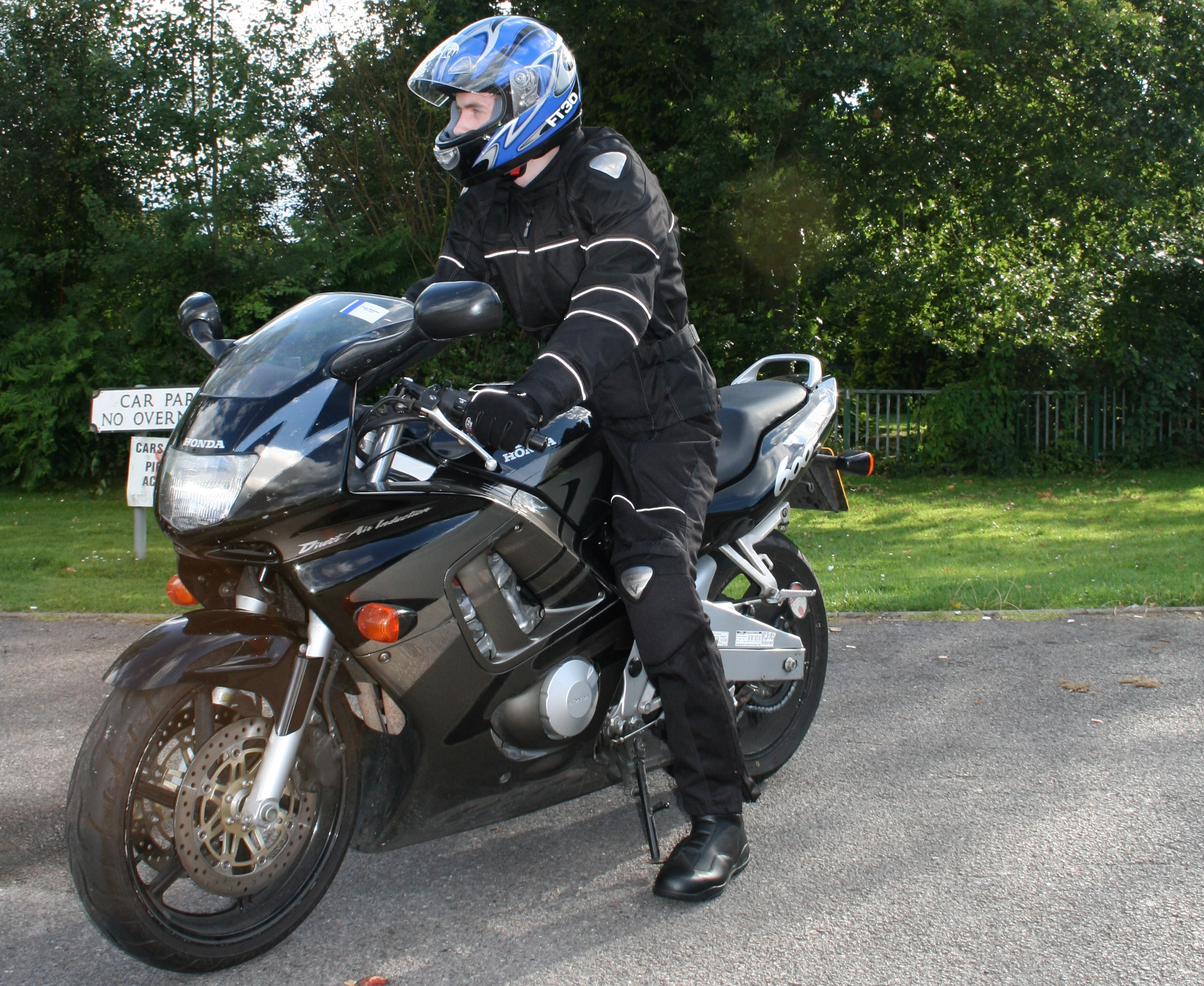
Motard portant un casque, des gants, des bottes, une veste et un pantalon renforcé en textile réfléchissant

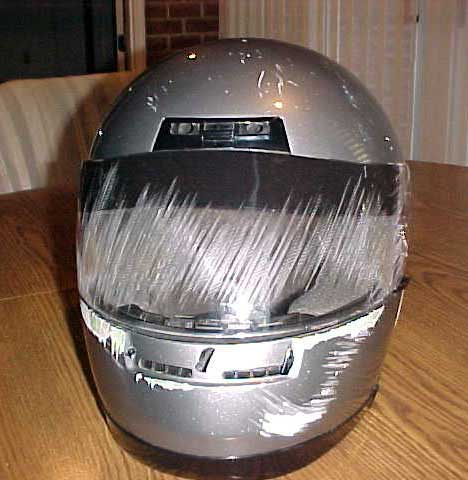
Un casque intégral après un accident

### Risques courants
Une fatigue générale, générée par un manque de sommeil et un quotidien stressant, est dangereuse pour tous les usagers de la route. Or, l'équilibre physique et mental du motard assure la tenue de son équilibre sur la moto. Cette fatigue, plus que la régularité du temps de parcours, devrait inciter à ralentir, ce qui n'est pas toujours le cas. La conduite d'un deux-roues peut être remplie d'automatismes et de prises de risque rendues moins anormales par l'habitude. Une remise en cause régulière du pilotage ainsi que l'inscription à des stages de pilotage favorisent la sécurité. Si les sensations que procure l'essorage de la poignée donne des envies de recommencer, mieux vaut opter pour l'utilisation d'un circuit sécurisé. Bien que la moto permette l'expression d'une volonté de différenciation des autres usagers, il faut absolument éviter l'agressivité par le bruit excessif ou les excès de vitesse. Malgré une tenue vestimentaire qui peut être pénible à supporter les jours d'été, beaucoup de motards préfèrent transpirer plutôt que risquer des séquelles à vie liées au manque de protection comme les brulures profondes de second et troisième degré nécessitant des greffes de peau.
D'une façon générale, ces points sont importants :
- les autres usagers perçoivent mal les deux-roues : ceci doit être une évidence pour les motards pour qu'ils agissent en conséquence ;
- éviter les angles morts, les zigzags et les pleins phares intempestifs ;
- adapter sa vitesse non pas seulement en fonction de l'adhérence mais plutôt en fonction de l'environnement (piétons, zone résidentielle, vent) ;
- être courtois, respectueux et tolérant pour calmer les esprits.
- s'assurer du respect de la règle « je contrôle et j'avertis », bien souvent négligé par les automobilistes.

### Réduire les risques

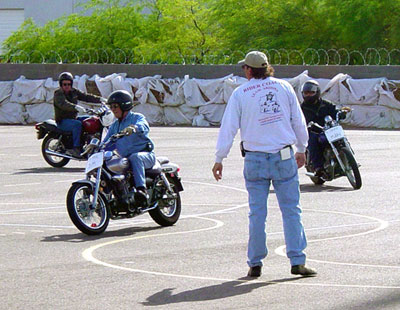
Formation motocycliste sur piste

Le permis pour les motocyclistes ne fournissant qu'un apprentissage minimal, certains pays voient la création d'organismes capables de fournir une formation de perfectionnement à la conduite.
Aux États-Unis, la Motorcycle Safety Foundation (en) (MSF) propose dans les États de l'Oregon et d'Idaho des formations supplémentaires.
Au Royaume-Uni, des organisations telles que l'Institute of Advanced Motorists (en) (IAM) et la Royal Society for the Prevention of Accidents (en) (RoSPA) propose des formations avancées avec l'objectif de réduire les causes d'accidents.
Au Canada, l'organisation Canada Safety Council (en) (CSC) fournit des entraînements adaptés. La qualité de ces programmes est reconnue nationalement par le Motorcycle and Moped Industry Council (en) (MMIC).
En France, l'AFDM est une structure de prévention et de formation à la conduite deux-roues issue de la FFMC.